# Patsoani
Patsoani ist ein Berg im Süden der Insel Anjouan im Inselstaat der Komoren.

## Geographie
Die Anhöhe ist ein Ausläufer der Hochebene von Mrémani bei Daji. Er ist durch die Schlucht des T’Santsa abgesetzt. Von dort aus fällt das Gelände sanft nach Südosten, nach Kyo (Anjouan) und Antsahé hin, ab.